# Cnemidophorus abalosi
Cnemidophorus abalosi là một loài thằn lằn trong họ Teiidae. Loài này được Cabrera mô tả khoa học đầu tiên năm 2012.